# ジェフ・バートン
ジェフリー・ブライアン・"ジェフ"・バートン（Jeffrey Brian "Jeff" Burton 、1967年6月29日 - ）は、アメリカ合衆国（ヴァージニア州）出身のNASCARドライバー。

## 経歴
コカ・コーラ600の1999年度大会と2001年度大会において優勝。2010年は、Richard Childress Racing（シボレー）よりスプリントカップシリーズに参戦。

## 戦績
- 1993年 ウインストンカップ　初参戦
- 1994年 ウインストンカップ　年間ランキング24位（0勝）
- 1995年 ウインストンカップ　年間ランキング32位（0勝）
- 1996年 ウインストンカップ　年間ランキング13位（0勝）
- 1997年 ウインストンカップ　年間ランキング4位（3勝）
- 1998年 ウインストンカップ　年間ランキング5位（2勝）
- 1999年 ウインストンカップ　年間ランキング5位（6勝）
- 2000年 ウインストンカップ　年間ランキング3位（4勝）
- 2001年 ウインストンカップ　年間ランキング10位（2勝）
- 2002年 ウインストンカップ　年間ランキング12位（0勝）
- 2003年 ウインストンカップ　年間ランキング12位（0勝）
- 2004年 ネクステルカップ　年間ランキング18位（0勝）
- 2005年 ネクステルカップ　年間ランキング18位（0勝）
- 2006年 ネクステルカップ　年間ランキング7位（1勝）
- 2007年 ネクステルカップ　年間ランキング8位（1勝）
- 2008年 スプリントカップ　年間ランキング6位（2勝）
- 2009年 スプリントカップ　年間ランキング17位（0勝）
- 2010年 スプリントカップ　年間ランキング12位（0勝）
- 2011年 スプリントカップ　年間ランキング20位（0勝）

通算21勝　2011年2月20日現在